# 津軽信明
津軽 信明（つがる のぶあきら）は、江戸時代中期の大名。陸奥国弘前藩8代藩主。官位は従五位下・土佐守。

## 生涯
宝暦12年（1762年）6月22日、7代藩主・津軽信寧の長男として誕生。安永5年（1776年）3月1日、10代将軍・徳川家治に御目見する。同年12月18日、従五位下・出羽守に叙任する。幼少期から才能に恵まれ、宇佐美恵助、戸沢惟顕らから教えを受けてその才能に磨きをかけた。また、当時名君と呼ばれていた肥後国熊本藩主・細川重賢や出羽国米沢藩主・上杉鷹山（治憲）、そして陸奥白河藩主・松平定信らと親交を持ったことも、信明の才能と見識を広げる一因となった。
天明4年（1784年）2月晦日、父の急死により家督を継いだ。このころ、弘前藩では天明の大飢饉で死者13万人と言われるほどの大被害を受け、その救済費などによる出費から財政が悪化していた。このため信明は藩財政改革に乗り出し、乳井貢、毛内有右衛門ら有能な士を登用、不正を行なう家臣に対しては厳しい処罰で臨んだ。
改革のうち珍しいものとして、有右衛門の進言を容れての藩士の帰農、土着策がある。有右衛門は武士の窮乏化が促進するのは武士が年貢である米に頼りすぎるからであるとし、藩士を織田信長の兵農分離以前の半農半士の状態に戻そうとしたのである。このころ、弘前藩では飢饉が相次いで領地は荒廃し、百姓は差し出す年貢さえなく、田を捨てて逃亡するという有様であった。そこで藩士を半農半士にすることで、荒廃した田畑を復興させようとしたのである。しかし、当初は反対論が多く、始めは希望者のみにとどめた。その後、赤石安右衛門や菊地寛司らの尽力もあって、荒廃した田畑のうち1000町歩が復興した。
信明はさらに倹約令や出費の大幅削減、義倉設置による食糧備蓄、藩校の開設と教育の普及、藩法の制定、年貢徴収方法を定免法から検見法に改めるなどして、着実な改革を行なって財政を再建した。しかし寛政3年（1791年）、信明は30歳で急死し、改革はあと一歩というところで挫折した。これには毒殺説もある。嗣子がなかったため、跡を養嗣子・寧親（別家の津軽著高の子）が継いだ。
大正4年（1915年）、従四位を追贈された。

## 系譜
- 父：津軽信寧
- 母：歌喜 - 青木助右衛門の妹
- 正室：喜佐姫 - 松平朝矩の娘
- 生母不明の子女
  - 女子：柴田勝峯室
- 養子
  - 男子：津軽寧親 - 津軽著高の長男